# 팻 버트램

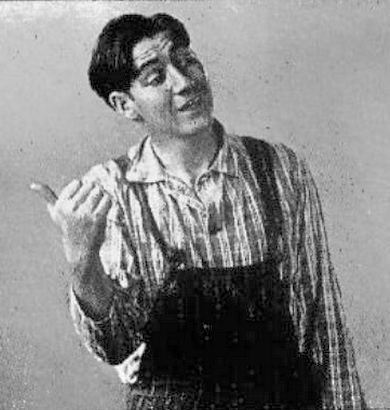

팻 버트램(Pat Buttram, 1915년 6월 19일 ~ 1994년 1월 8일)은 미국의 배우, 성우이다.
로스앤젤레스에서 사망하였다. 사인은 신부전이다.

## 출연 작품
- 구피 무비 - 오리지널 (1995년)
- 빽 투 더 퓨쳐 3 (1990년)
- 누가 로져 래빗을 모함했나 (1988년)
- 선택 (1981, Choices)
- 토드와 코퍼 (1981년)
- 엔젤스 브리게이드 (1979년)
- 사랑의 유람선 (1977년)
- 생쥐 구조대 (1977년) - 루크 목소리 역
- 로빈 훗 (1973년)
- 아리스토캣 (1970년)
- 사전트 데드 헤드 (1965년)
- 행드 맨 (1964년)
- 카니발 (1964년)
- 와일드 인 더 컨트리 (1961년)